# Josip Frančišković
Josip Frančišković (Praputnjak, 1874. – 1958.), hrvatski crkveni povjesničar

## Životopis
Rodio se u Praputnjaku. U Senju je studirao bogoslovlje od 1893. do 1898. godine. Studirao je i u inozemstvu. Poslije studija se vratio se Senj, gdje je predavao moralnu teologiju, pastoral i sociologiju. Pisao je povijesne radove čiji je sadržaj većinom u svezi sa senjskom crkvenom poviješću (katedrala i Sv. Franjo).